# Chicka Boom
«Chicka Boom» (укр. Вибухова діва) — британська популярна пісня, що написана Бобом Мерріллом. Пісня була опублікована в 1953 році та з'явилася у фільмі того ж року «Ті руді з Сіетла».

## Текст пісні
Пісня «Chicka Boom» розповідає про гарну жінку з Сіетла, яку оповідач зустріч на Алясці, в яку закохався.

## Чарти
Це була одна з багатьох пісень Меррілла, записаних Ґаєм Мітчеллом, які стали для нього хітами в 1953 році. У серпні 1953 року пісня посіла 16 місце в чартах Cashbox, пробувши там 13 тижнів. У листопаді 1953 року пісня посіла 4 місце в UK Singles Chart, пробувши там 15 тижнів.